# Seleção Singapurense de Futebol
A Seleção Singapurense de Futebol representa Singapura nas competições de futebol da FIFA. Sua organização está a cargo da Associação de Futebol de Singapura, pertencente à AFC.

## Histórico

### Apenas quatro títulos em mais de um século
Singapura possui apenas quatro títulos desde que o futebol foi implantado na cidade-estado, em 1892, todos pela Copa AFF Suzuki. O último triunfo foi conquistado em 2012 (os outros foram em 1998, 2004 e 2007).

### Resultados
Singapura possui em seu currículo altos e baixos: a primeira partida oficial foi em 1953, quando ainda era território britânico, contra a Coreia do Sul, que venceu por 3 a 2, um resultado considerado modesto, comparando o futebol sul-coreano ao de Singapura.
A maior vitória foi contra o Laos, por convincentes 11 a 0. Seu maior revés deu-se em 1969, quando enfrentou a então Seleção da Birmânia, que derrotou os leões por 9 a 0. Em competições oficiais, disputou apenas a Copa da Ásia de 1984, caindo na primeira fase.

## Jogos Olímpicos da Juventude
Nos Jogos Olímpicos da Juventude que foram realizados em seu território, em 2010, Singapura obteve a medalha de bronze.

## Estatísticas
- Atualizado até 3 de janeiro de 2023[carece de fontes?]

Jogadores em negrito ainda em atividade pela Seleção Singapurense.
| #  | Jogador              | Partidas | Gols | Em atividade |
| -- | -------------------- | -------- | ---- | ------------ |
| 1  | Daniel Bennett       | 146      | 7    | 2002–2017    |
| 2  | Shahril Ishak        | 144      | 15   | 2003–2018    |
| 3  | Baihakki Khaizan     | 143      | 5    | 2003–2021    |
| 4  | Khairul Amri         | 135      | 32   | 2004–2019    |
| 5  | Hariss Harun         | 122      | 11   | 2007–        |
| 6  | Malek Awab           | 121      | -    | 1980–1996    |
| 6  | Aide Iskandar        | 121      | 0    | 1995–2007    |
| 8  | Shunmugham Subramani | 115      | 0    | 1996–2007    |
| 9  | Indra Sahdan Daud    | 113      | 30   | 1997–2013    |
| 10 | Safuwan Baharudin    | 109      | 14   | 2010–        |
| 10 | Hassan Sunny         | 105      | 0    | 2004–        |

| # | Jogador                  | Gols | Partidas | Média por jogo | Em atividade |
| - | ------------------------ | ---- | -------- | -------------- | ------------ |
| 1 | Fandi Ahmad              | 55   | 101      | 0.54           | 1979–1997    |
| 2 | Noh Alam Shah            | 34   | 82       | 0.41           | 2001–2010    |
| 3 | Khairul Amri             | 32   | 135      | 0.24           | 2004–2019    |
| 4 | Indra Sahdan Daud        | 30   | 113      | 0.27           | 1997–2013    |
| 5 | Aleksandar Đurić         | 27   | 59       | 0.46           | 2007–2012    |
| 6 | Varadaraju Sundramoorthy | 20   | 48       | 0.42           | 1983–1995    |
| 7 | Ikhsan Fandi             | 17   | 33       | 0.52           | 2017–present |
| 7 | Rafi Ali                 | 17   | 76       | 0.22           | 1994–2004    |
| 9 | Agu Casmir               | 15   | 45       | 0.33           | 2004–2012    |
| 9 | Shahril Ishak            | 15   | 144      | 0.1            | 2003–2018    |

## Técnicos
| - Lim Yong Liang (1936–1941) - Rahim Sattar (1960–1963) - Harith Omar (1963–1965) - Choo Seng Quee (1964–1965) - Choo Seng Quee (1967) - Yap Boon Chuan (1968–1971) - Choo Seng Quee (1971) - Mick Walker (1972–1974) | - Ibrahim Awang (1974–1975) - Trevor Hartley (1975–1976) - Choo Seng Quee (1976–1977) - Sebastian Yap (1977–1978) - Jita Singh (1979–1984) - Hussein Aljunied (1984–1986) - Seak Poh Leong (1987–1988) - Jita Singh (1989) | - Robin Chan (1990–1992) - Milouš Kvaček (1992) - PN Sivaji (1992–1994) - Ken Worden (1994) - / Douglas Moore (1994–1996) - Barry Whitbread (1996–1998) - Vincent Subramaniam (1998–2000) - Jan B. Poulsen (2000–2003) | - Radojko Avramović (2003–2012) - V. Sundramoorthy (2013, interino) - Bernd Stange (2013–2015) - V. Sundramoorthy (2015–2018) - Fandi Ahmad (2018) - Nazri Nasir (2019) - Tatsuma Yoshida (2019–2021) - Takayuki Nishigaya (2022–) |